# Kong Lê
Kong Lê, né en 1934 et mort en 2014, est un officier laotien de l'armée royale du Laos.                                 
Rejetant le pouvoir en place, il est l'auteur d'un coup d'État en août 1960, pendant la guerre civile laotienne. Kong Lê est partisan d'une politique étrangère et intérieure neutre, alors que les tensions idéologiques de la Guerre froide sont très fortes en Asie du Sud-Est. Il pense que pour le bien de l'intérêt général, les Laotiens doivent arrêter de se battre et de s'entretuer. En cela, il gagne le respect d'une partie de la population de Vientiane, en tant que « chef patriotique au-dessus des partis ». Lors de la prise de pouvoir, il remet au pouvoir Souvanna Phouma, obligé de démissionner sous la pression des États-Unis en juin 1958. Ceux-ci ne supportaient pas le gouvernement de coalition avec le Pathet lao et installèrent à la place un pro-américain. Mais la coalition s'effondre en juin 1960, lorsque 16 députés Pathet lao sont arrêtés et mis en prison. Le mal est déjà fait et les prisonniers s'évaderont un an plus tard.